# Star Soldier
Star Soldier (スターソルジャー) est un jeu vidéo de type shoot 'em up développé et édité par Hudson Soft, sorti en 1986 sur MSX, NES, Game Boy Advance, Palm OS et iOS.

## Accueil
- Nintendo Life : 5/10[1]